# دختر شیرین
دختر شیرین (به انگلیسی: Sweet Girl) یک فیلم سینمایی آمریکایی در ژانر اکشن و دلهره آور به کارگردانی برایان اندرو مندوزا در اولین کارگردانی خود و نویسندگی فیلیپ آیزنر، کرگ هورویتس و ویل استاپلز ساخته شده‌است. بازیگران اصلی فیلم جیسون موموآ، ایزابلا مرسد، مانوئل گارسیا-رولفو، رازا جافری، آدریا آرجونا، جاستین بارتا، لکس اسکات دیویس، مایکل ریموند-جیمز، دومینیک فوموسا، برایان هوو، نلسون فرانکلین و رجی لی می‌باشند. این فیلم توسط نتفلیکس در ۲۰ اگوست ۲۰۲۱ اکران شد
فیلم در میان منتقدین جایگاهی بدست نیاورد و تماشگران بیشتر به‌دلیل بازیگر محبوب جیسون موموا به فیلم ابراز احساس نمودند البته محدودیت‌های دوران بیماری کرونا باعث شد سطح کیفی فیلمهای ۲۰۲۰ و ۲۰۲۱ افت محسوسی را تجربه کنند
.

## بازیگران
- جیسون موموآ در نقش کوپر
- ایزابلا مونر در نقش راشل
- مانوئل گارسیا-رولفو
- رضا جفری در نقش شاه
- آدریا آرجونا
- جاستین بارتا
- لکس اسکات دیویس
- مایکل ریموند-جیمز
- دومینیک فوموسا
- برایان هاو
- نلسون فرانکلین
- رجی لی
- مریسا تومی
- جیک آلین در نقش تیتوس
- ماری زومنگوئی در نقش جودی[۲][۳][۴][۵]

## تولید
فیلم‌برداری اصلی در ۱۱ نوامبر ۲۰۱۹ در پیتسبرگ آغاز شد و در ۱۱ فوریه سال ۲۰۲۰ تمام شد.